# Frigyes Karinthy
Frigyes Karinthy (Budapeste, 25 de junho de 1887 — Siófok, 29 de agosto de 1938) foi um escritor húngaro.

## Biografia
Cultivou a sátira social e literária: Assim Escreveis (1912). Na obra Em Viagem à Volta do Meu Crânio (1937) descreveu de um modo humorístico um mundo dominado pelo cepticismo e o desespero.
É atribuída a Karinthy a primeira referência à Teoria dos seis graus de separação, que surge no texto com o nome original 'Cadeias', incluído na sua colecção de pequenas histórias 'Tudo é diferente' publicada em 1929. A personagem desta obra tenta, através de vários exemplos, mostrar que as pessoas estão ligadas por um pequeno número de ligações, o que veio a dar origem à célebre expressão 'seis graus de separação'.